# Pablo Audouard
Pablo Audouard Deglaire (La Habana, 1856-Barcelona, 1918) fue un fotógrafo español muy conocido por sus retratos y como fotógrafo oficial de la Exposición Universal de 1888.

## Biografía

### Formación y primeros años
Nació en La Habana en 1856, su padre era fotógrafo y estuvo estudiando pintura en su adolescencia. Con veinte años se traslada a Barcelona donde trabaja los retratos en un estudio de Las Ramblas. En 1879 ingresa en la Sociedad Francesa de Fotografía en la que participa activamente hasta 1894, obteniendo una medalla de oro en París en 1889.

### La exposición universal de 1888

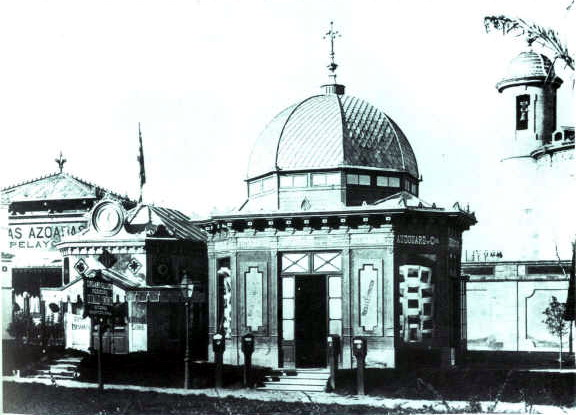
Pabellón que Audouard dedicaba a su trabajo fotográfico en la exposición universal.

En 1887 es nombrado fotógrafo oficial, junto a Antonio Esplugas, de la Exposición Universal de Barcelona de 1888. Mientras que la función de Esplugas era hacer fotografías de las personas y grupos que asistían a la exposición, Audouard se encargaba de hacer fotografía arquitectónica y de los acontecimientos que se organizaban. Así mismo, disponía de la exclusiva en la venta de reproducciones.
La exposición universal supone para Audouard un impulso a su trabajo en su estudio fotográfico, pero también la oportunidad de realizar otros trabajos como el encargo de la compañía MZA en 1890 para documentar los trabajos de infraestructuras del ferrocarril entre La Zaida y Reus. Así como una serie de fotografías aéreas del puerto de Barcelona, realizadas desde un globo instalado en el recinto de la exposición y que se consideran las primeras tomas del mismo desde el aire.

### Su trabajo de estudio

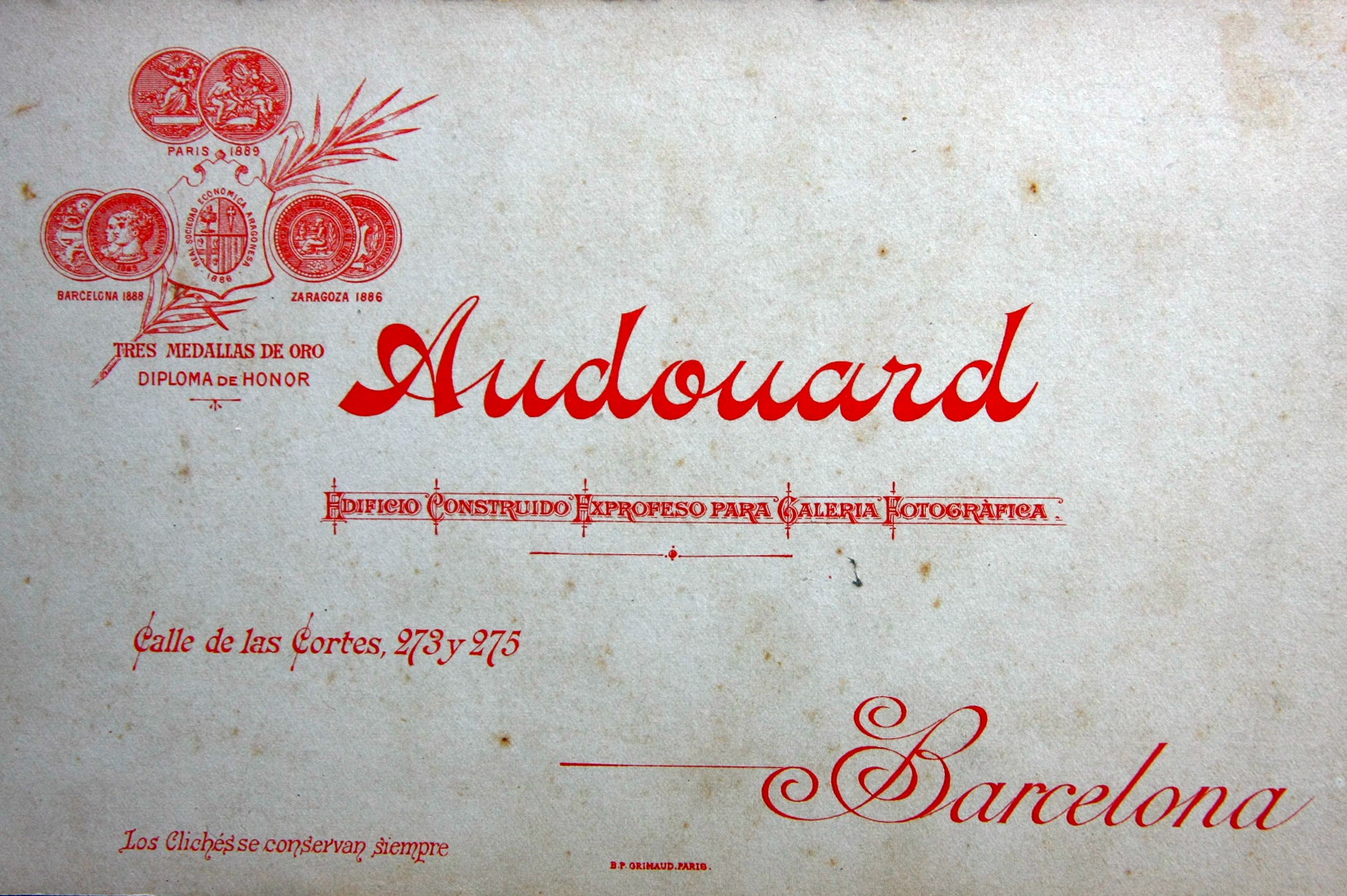
Las fotografías se entregaban como postales con este reverso del autor.

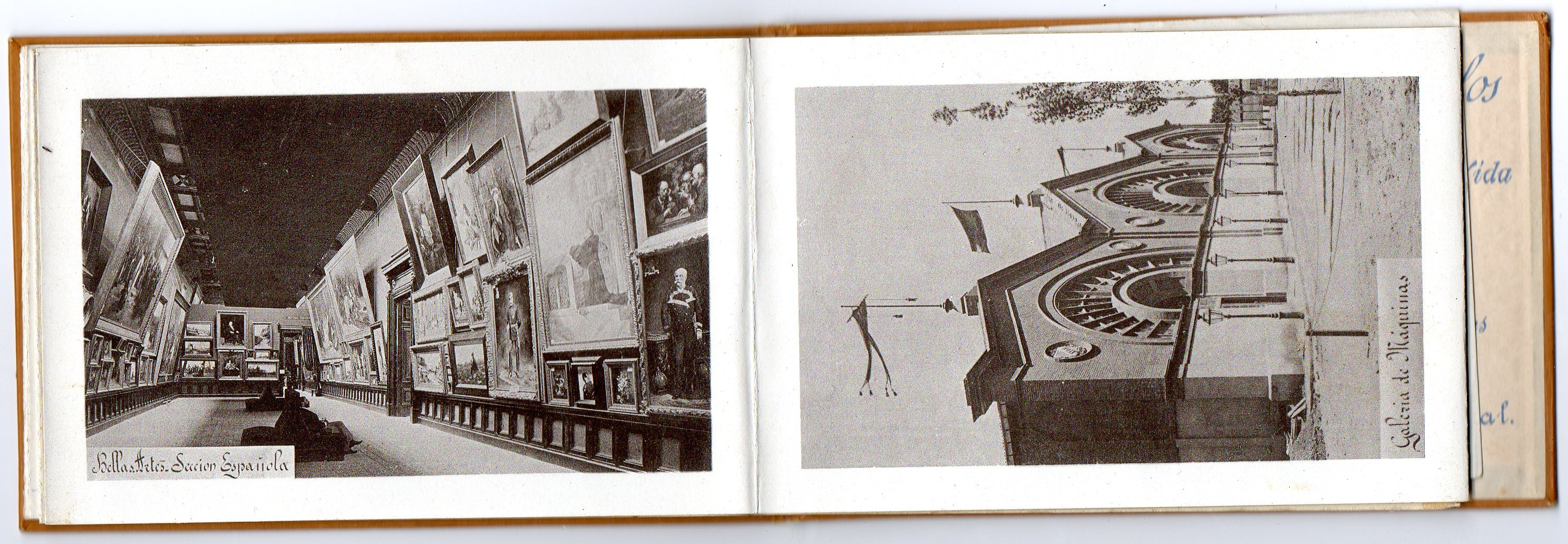
Albúminas recogidas en un álbum.

Como fotógrafo profesional se instaló en la Gran Vía de las Cortes Catalanas en 1886, en una edificación en planta baja comenzada en 1885. Se trataba de un edificio funcional con vestíbulo, sala de espera, despacho, salón de retrato, sala para revelado, servicio y tocador. Como consecuencia del aumento de trabajo se amplía en 1894.
A finales del siglo XIX los estudios fotográficos comienzan a trasladarse al paseo de Gracia, como en el caso de Antonio Esplugas Puig que lo hace en 1893. Como consecuencia del aumento de su trabajo el seis de julio de 1905 se traslada al edificio modernista de la casa Lleó Morera que acondiciona con gran lujo y la colaboración de los mejores artistas modernistas catalanes de la época: el arquitecto Lluís Domènech i Montaner, Adrià Gual diseñó la entrada, el escultor Alfons Juyol, el ebanista Joan Busquets i Jané, con pinturas decorativas de Vilaró, con vidrieras de Antoni Rigalt i Blanch y de Buxeres y Codorniu, con marqueteria de Gaspar Homar. Además de los aspectos estéticos incorporó novedades tecnológicas como la iluminación artificial para la realización de sus retratos.

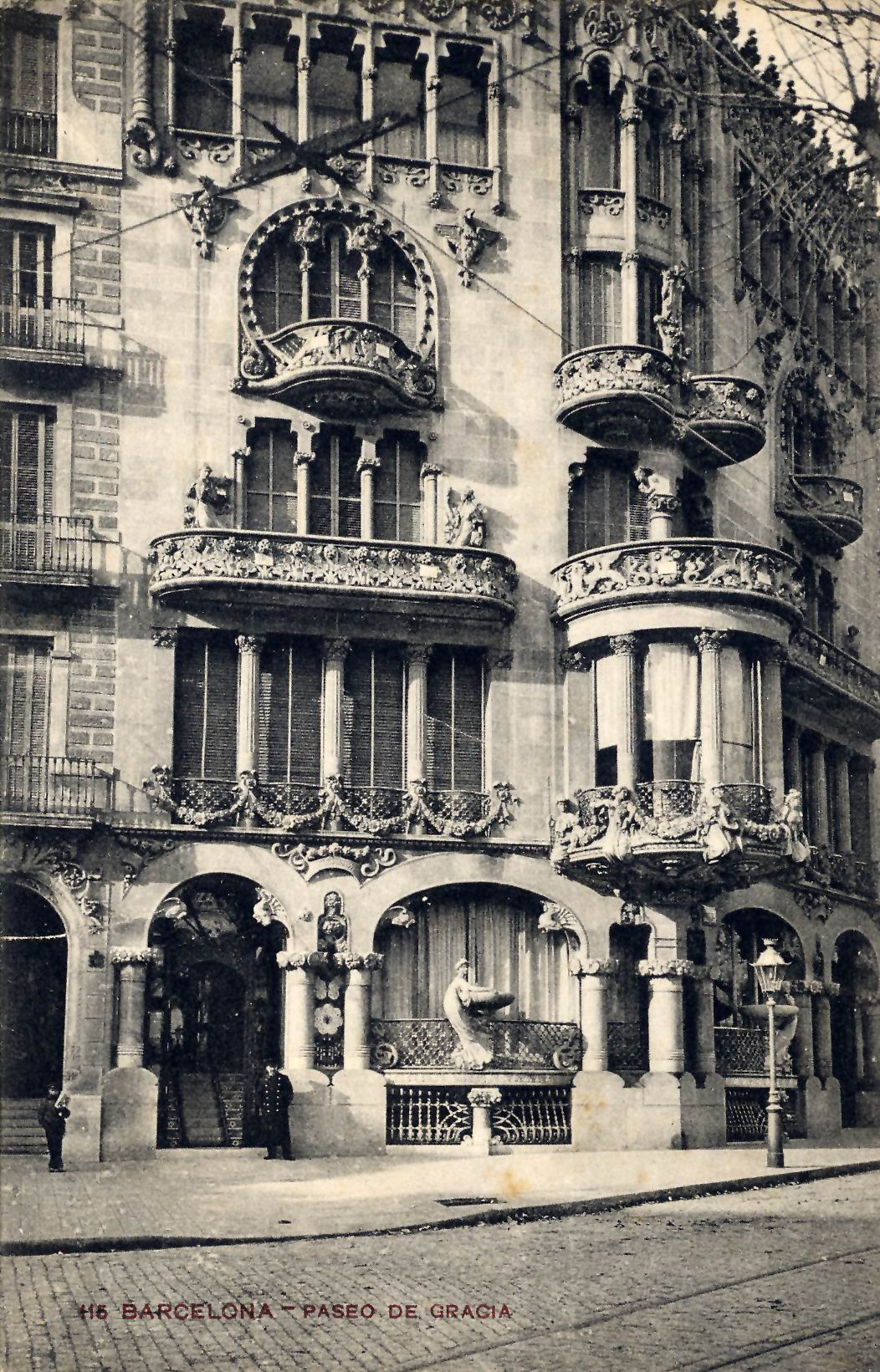
La casa Lleó Morera en 1903, poco antes de instalarse Audouard.

Por motivos poco conocidos abandonó su estudio en 1915 para convertirse en el director artístico de los estudios fotográficos de los Almacenes El Siglo, donde su trabajo estuvo marcado por un fuerte convencionalismo. Falleció en Barcelona en 1918.

## Sus retratos
El retrato era su fuente principal de ingresos, pero se mostraba reticente a tener que plegarse en sus fotos a los deseos de los clientes, frente a una posible profundización en un retrato que reflejase más la personalidad del fotografiado, así en una entrevista a la revista Graphos ilustrado señala:

Mi profesión es sumamente personal y monótona al mismo tiempo. Empieza el día con el retrato de la rubicunda doña Josefa; luego el niño de teta en camiseta; la niña de primera comunión; el clásico grupo de familia, el papá, la mamá y los cuatro chiquillos, el más pequeño de dos meses. Luego la pareja de novios, y así sucesivamente transcurre el día, y al siguiente otra tanda de trabajos por el estilo. A todo esto haga usted obras de arte y enseñe pruebas de todos cuantos clichés obtenga. En cambio el amateur elige sus modelos, trabaja cuando se siente artista, hace sus clichés cuando y donde quiere. Enseña sólo los buenos y rompe los malos. Nada, que a mí me gustaría más, mucho más, ser aficionado.
Pablo Audouard. La profesión de fotógrafo. Madrid: Graphos Ilustrado, junio 1906.

Algunos de estos retratos son:

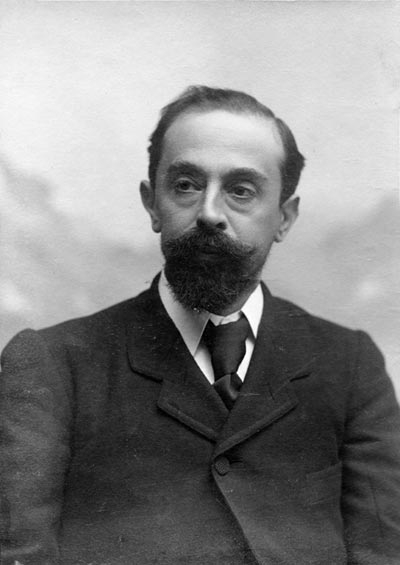
Joan Maragall (1903)
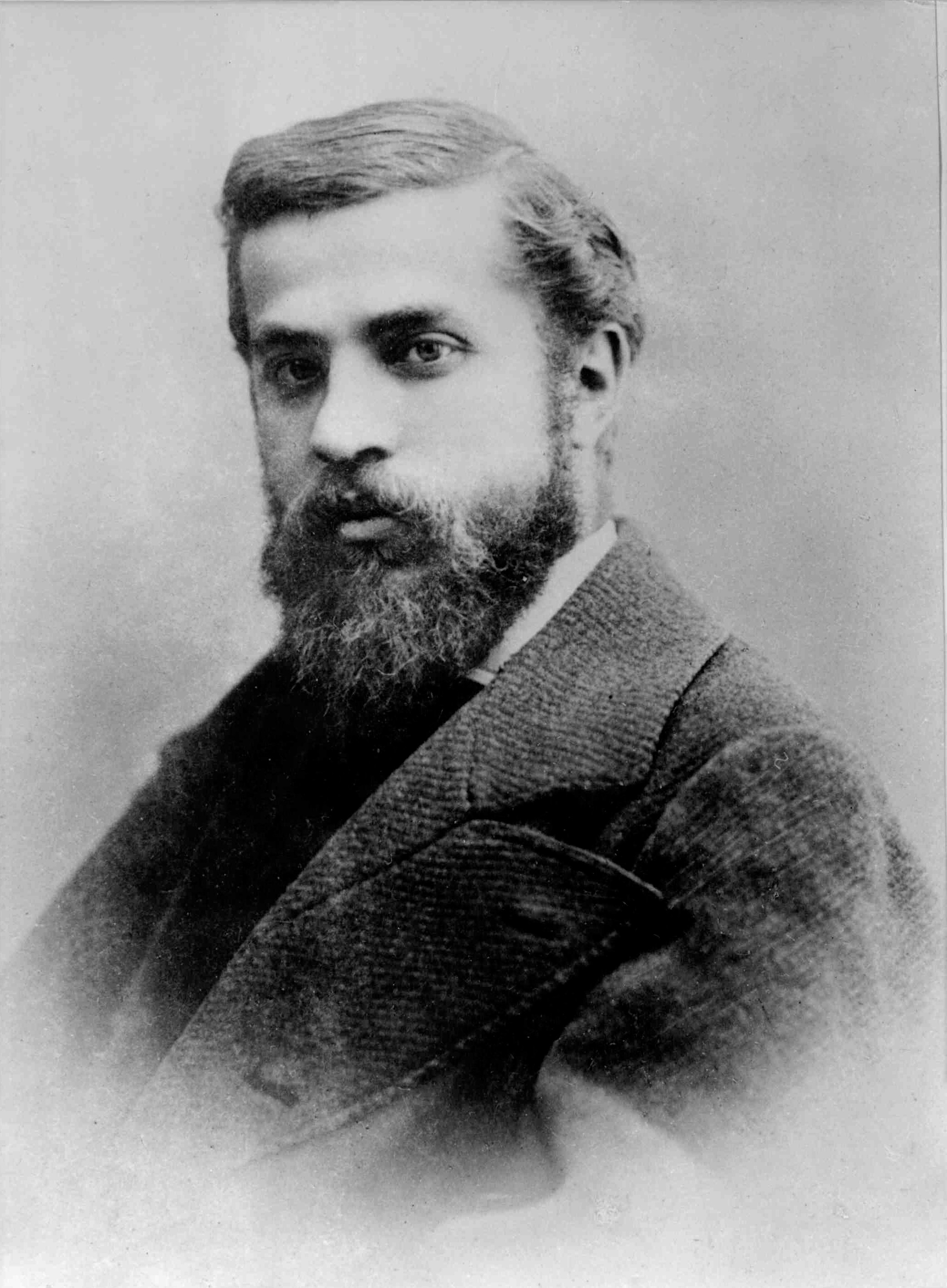
Antoni Gaudí (1878)
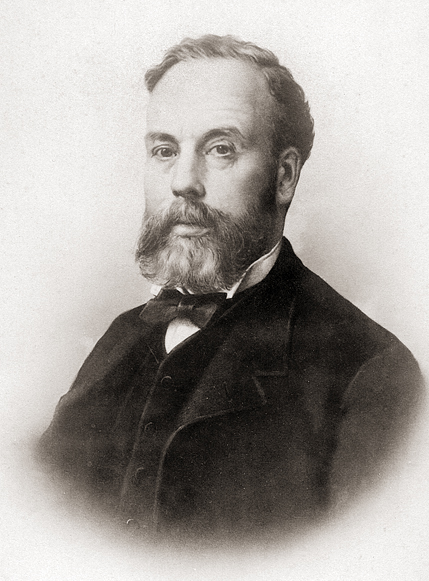
Francisco Brosa y Casanobas (1890)
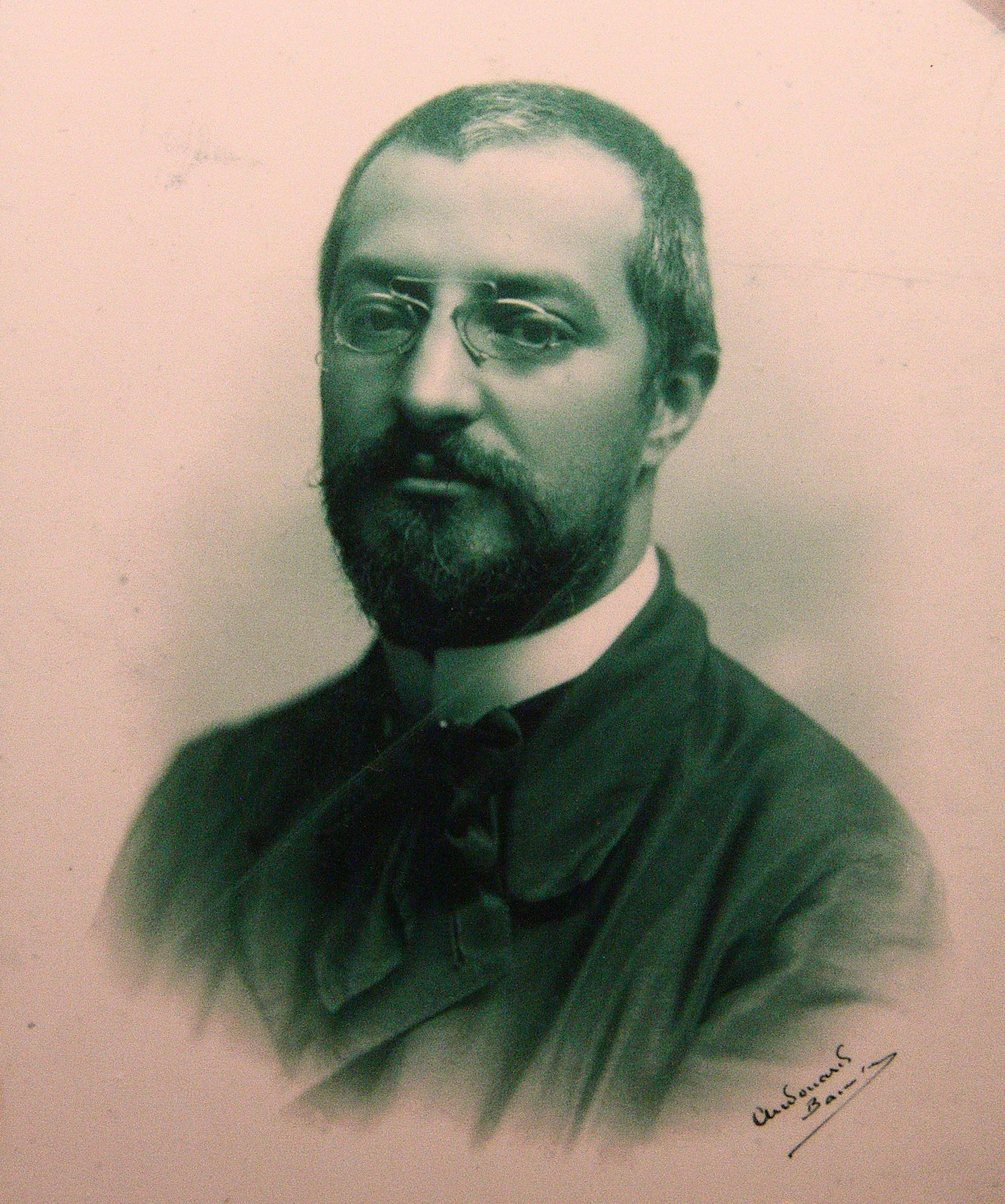
Josep Puig i Cadafalch (c. 1900)
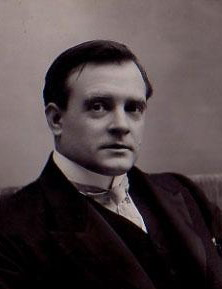
Enrique Borrás (c. 1900)
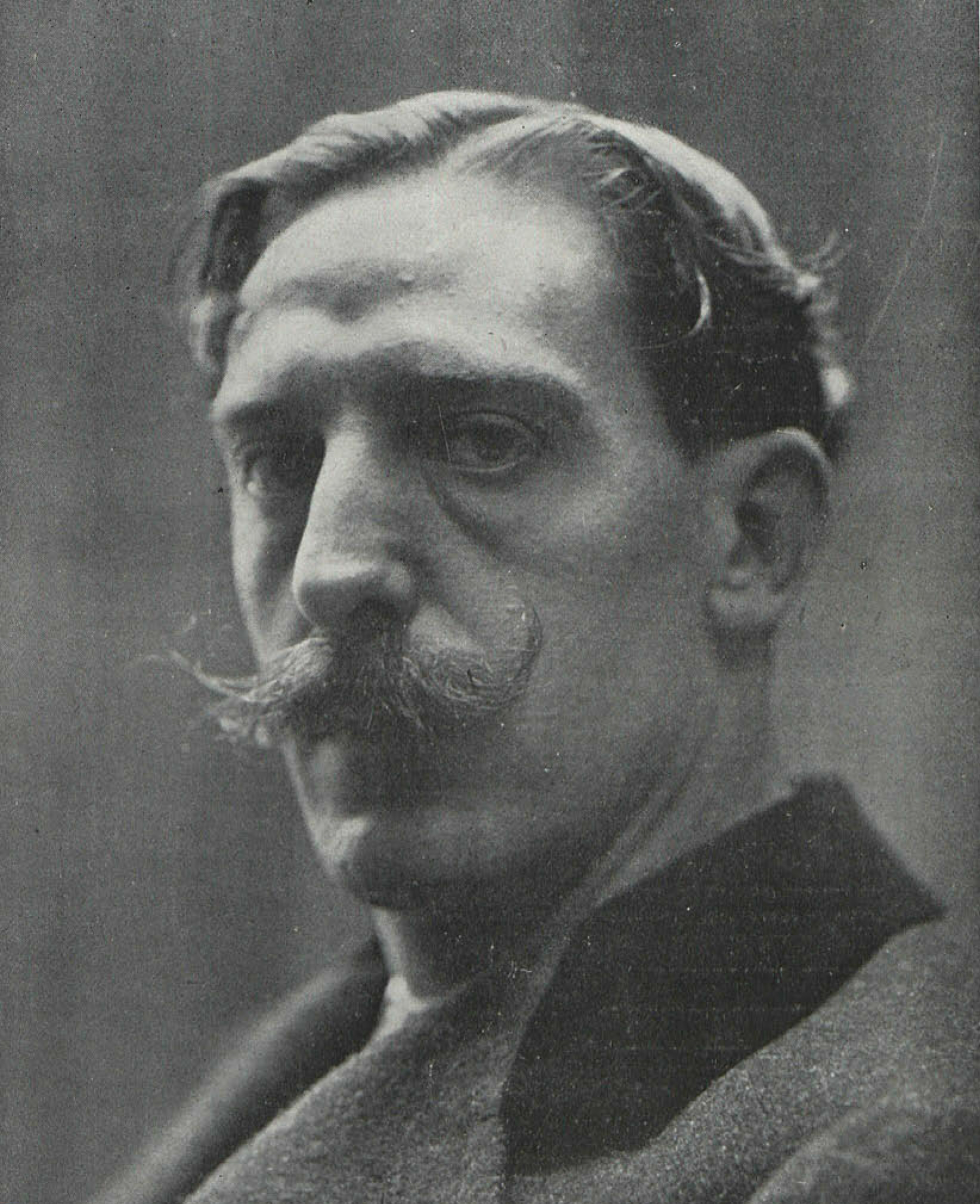
Joaquín Malats (c. 1910)

Como mantenía una buena relación con Adrià Gual participó como figurante en la representación de Edipo rey de Sófocles, que se realizó en el teatro Novedades el 10 de marzo de 1903. En 1908 es declarado fotógrafo oficial de la Nova Empresa de Teatre Català fundada por Gual, por lo que disponía de la exclusiva para fotografiar a los actores de un modo libre y creativo, lo que supuso una serie de retratos de los principales actores catalanes de la época expresando ideas como la femineidad, el amor eterno y la fidelidad.